# Jessie (Lied)
Jessie ist ein Lied des US-amerikanischen Singer-Songwriters Joshua Kadison aus dem Jahr 1993. Es wurde von ihm selbst geschrieben und am 11. Mai 1993 vorab als erste Single des Debütalbums Painted Desert Serenade ausgekoppelt.

## Hintergrund
Jessie wurde von Kadison geschrieben und von Peter Van Hooke und Rod Argent produziert. Es erschien im Mai 1993 über das Label SBK Records als Single. Es handelt sich um einen langsamen klavierdominierten Popsong, eine Ballade, die Kadison Gerüchten zufolge nach der Trennung von Sarah Jessica Parker schrieb. Diese gab wiederum in einem Interview an, Kadison überhaupt nicht zu kennen. Im Songtext beschreibt der Protagonist, wie Jessie immer wieder ausmale, wie schön alles sein könnte, jedoch hätten ihre Träume stets ihren Preis. Es wird deutlich, dass er nach wie vor Gefühle für sie hegt und dass es ihr immer wieder gelingt, ihn von ihren (Wunsch)träumen zu überzeugen („You can always sell any dream to me“).

## Musikvideo
Auch ein Musikvideo wurde zu dem Song gedreht, in dem mehrere Screens gleichzeitig verwendet werden. Kadison wird unter anderem klavierspielend sowie in einem Auto in einer Wüstenumgebung fahrend gezeigt. Zudem sind Szenen eines Paars am Strand zu sehen. Das Video wurde bei YouTube mehr als sieben Millionen Mal abgerufen. Regisseur war Piers Plowden.

## Rezeption

### Charts und Chartplatzierungen
Jessie erreichte erstmals am 11. April 1994 die deutschen Singlecharts auf Rang 51 und erreichte seine beste Chartplatzierung mit Rang zwölf am 16. Mai 1994. Die Single platzierte sich 32 Wochen in den Top 100. In den deutschen Airplaycharts belegte das Lied fünf Wochen lang die Chartspitze. Darüber hinaus erreichte Jessie die Top 10 in Österreich sowie Top-20-Platzierungen in Großbritannien und der Schweiz.
In den Bravo-Jahrescharts 1994 erreichte Jessie mit 229 Punkten den 13. Platz, gemeinsam mit Love Song von Mark ’Oh.
| ChartsChartplatzierungen       | Höchstplatzierung | Wochen |
| ------------------------------ | ----------------- | ------ |
| Deutschland (GfK)              | 12 (32 Wo.)       | 32     |
| Österreich (Ö3)                | 6 (15 Wo.)        | 15     |
| Schweiz (IFPI)                 | 11 (22 Wo.)       | 22     |
| Vereinigtes Königreich (OCC)   | 15 (16 Wo.)       | 16     |
| Vereinigte Staaten (Billboard) | 26 (22 Wo.)       | 22     |

| ChartsJahrescharts (1994) | Platzierung |
| ------------------------- | ----------- |
| Deutschland (GfK)         | 25          |
| Österreich (Ö3)           | 28          |
| Schweiz (IFPI)            | 37          |

### Auszeichnungen für Musikverkäufe
| Land/Region       | Auszeichnungen für Musikverkäufe (Land/Region, Auszeichnung, Verkäufe) | Verkäufe |
| ----------------- | ---------------------------------------------------------------------- | -------- |
| Australien (ARIA) | Gold                                                                   | 35.000   |
| Insgesamt         | 1× Gold ·                                                              | 35.000   |